# Tricloruro di europio
Il tricloruro di europio, o cloruro di europio(III) è un composto inorganico dell'europio e del cloro con formula EuCl3. Il composto anidro è un solido giallo. Essendo igroscopico assorbe rapidamente l'acqua per formare un esaidrato cristallino bianco, EuCl3·6H2O, che è incolore. Il composto è utilizzato nella ricerca.

## Preparazione
Il trattamento del tricloruro di europio con acido cloridrico (HCl) acquoso produce cloruro di europio idrato (EuCl3·6H2O). Questo sale non può essere reso anidro dal riscaldamento, si ottiene invece un ossicloruro. Il tricloruro di europio anidro viene spesso preparato per la "via del cloruro di ammonio", a partire da ossido di europio o cloruro di europio idrato riscaldando accuratamente a 230 °C. Questi metodi producono (NH4)2[EuCl5]:
{\displaystyle {\ce {10NH4Cl\,+\,Eu2O3\to 2(NH4)2[EuCl5]\,+\,6NH3\,+\,3H2O}}}
{\displaystyle {\ce {EuCl3\cdot 6H2O\,+\,2NH4Cl\to (NH4)2[EuCl5]\,+\,6H2O}}}
Il pentacloruro si decompone termicamente secondo la seguente equazione:
{\displaystyle {\ce {(NH4)2[EuCl5]\to 2NH4Cl\,+\,EuCl3}}}
La reazione di termolisi procede attraverso l'intermediazione di (NH4)[Eu2Cl7].

## Reazioni
Il tricloruro di europio è un precursore di altri composti dell'europio. Può essere convertito nel corrispondente metallo bis(trimetilsilil)ammide tramite metatesi salina con bis(trimetilsilil)ammide di litio. La reazione viene eseguita in THF e richiede un periodo di reflusso.
{\displaystyle {\ce {EuCl3\,+\,3LiN(SiMe3)2\to Eu(N(SiMe3)2)3\,+\,3LiCl}}}
Eu(N(SiMe3)2)3 è un materiale di partenza per i complessi di coordinazione più complicati.
La riduzione con idrogeno gassoso con riscaldamento dà dicloruro di europio (EuCl2). Quest'ultimo è stato utilizzato per preparare composti organometallici di europio(II), come i complessi di bis(pentametilciclopentadienil)europio(II). Il tricloruro di europio può essere utilizzato come punto di partenza per la preparazione di altri sali di europio.

## Struttura
Allo stato solido, cristallizza nel composto tricloruro di uranio UCl3. I centri dell'europio sono a nove coordinate.
La struttura del tricloruro di europio è a esagonale e possiede gruppo spaziale P63/m (gruppo nº 176).